# Agnes Obel
Agnes Obel (* 28. října 1980 Kodaň) je dánská zpěvačka a klavíristka. Své první album nazvané Philharmonics vydala v říjnu 2010 a vedle jedenácti autorských písní obsahuje i skladbu „Close Watch“ od Johna Calea. Album bylo v červnu následujícího roku oceněno zlatou deskou za deset tisíc prodaných kusů. Druhé album nazvané Aventine vydala v roce 2013.

## Diskografie
Studiová alba
- Philharmonics (2010)
- Aventine (2013)
- Citizen of Glass (2016)
- Myopia (2020)

EP
- iTunes Live à Paris (2011)
- iTunes Festival: London 2013 (2013)

Singly
- „Riverside“ (2010)
- „Just So“ (2010)
- „Brother Sparrow“ (2011)
- „The Curse“ (2013)
- „Fuel to Fire“ (2013)
- „Familiar“ (2016)